# Sidzina (Skoroszyce)
Sidzina (deutsch Hennersdorf, 1945–1947 Kurzejów) ist ein Ort in der Landgemeinde Skoroszyce im Powiat Nyski der Woiwodschaft Opole in Polen.

## Geographie
Das Angerdorf Sidzina liegt etwa sechs Kilometer südöstlich von Skoroszyce (Friedewalde), 15 Kilometer nordwestlich von Nysa (Neisse) und 40 Kilometer südwestlich von Opole (Oppeln) in der Nizina Śląska (Schlesische Tiefebene). Durch den Ort verläuft die Droga krajowa 46. Östlich des Dorfes fließt die Glatzer Neiße.
Nachbarorte von Sidzina sind im Nordwesten Giełczyce (Geltendorf), im Osten Malerzowice Wielkie (Groß Mahlendorf) und im Südosten Bielice (Bielitz).

## Geschichte

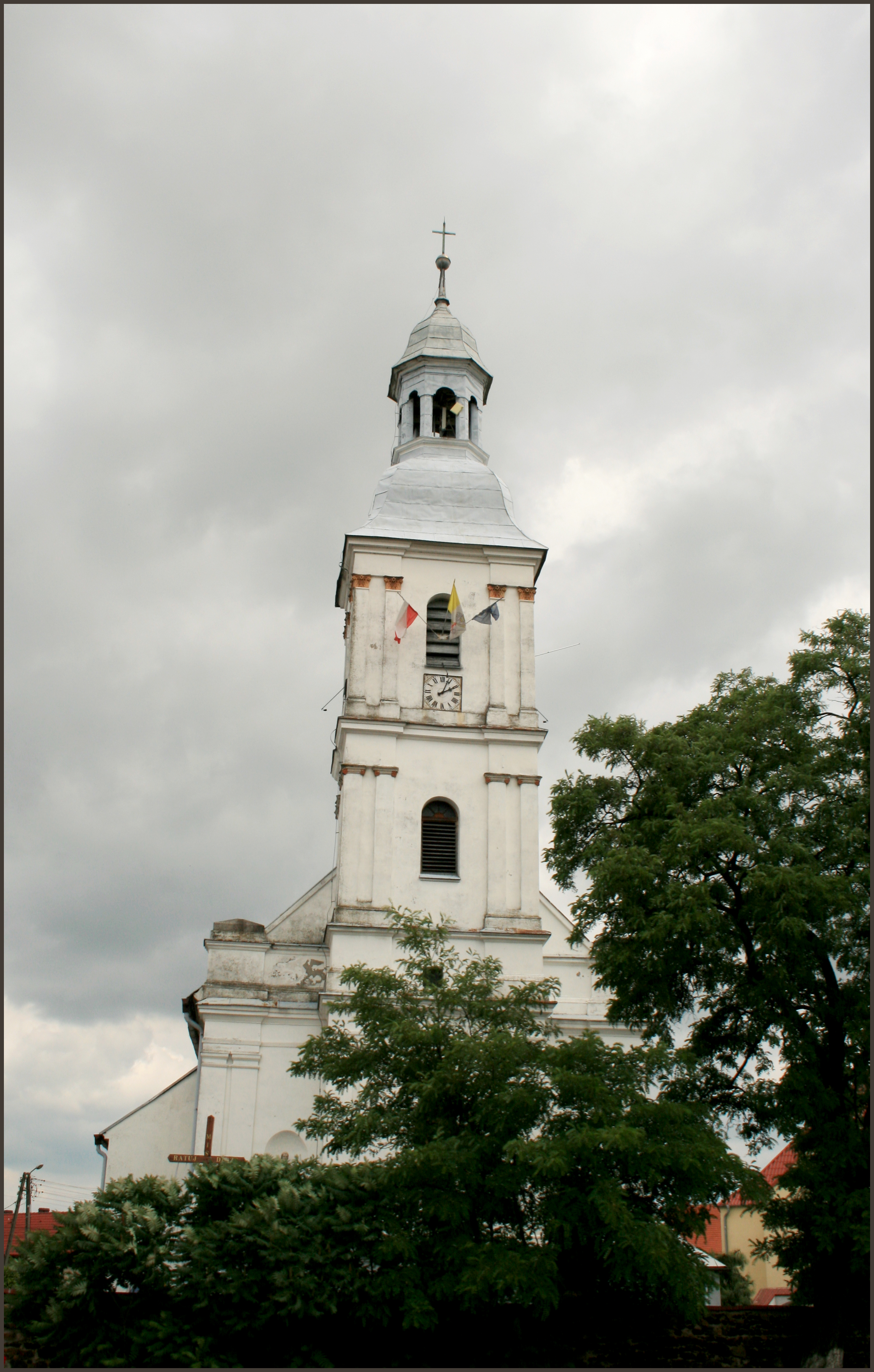
Kirche St. Peter und Paul

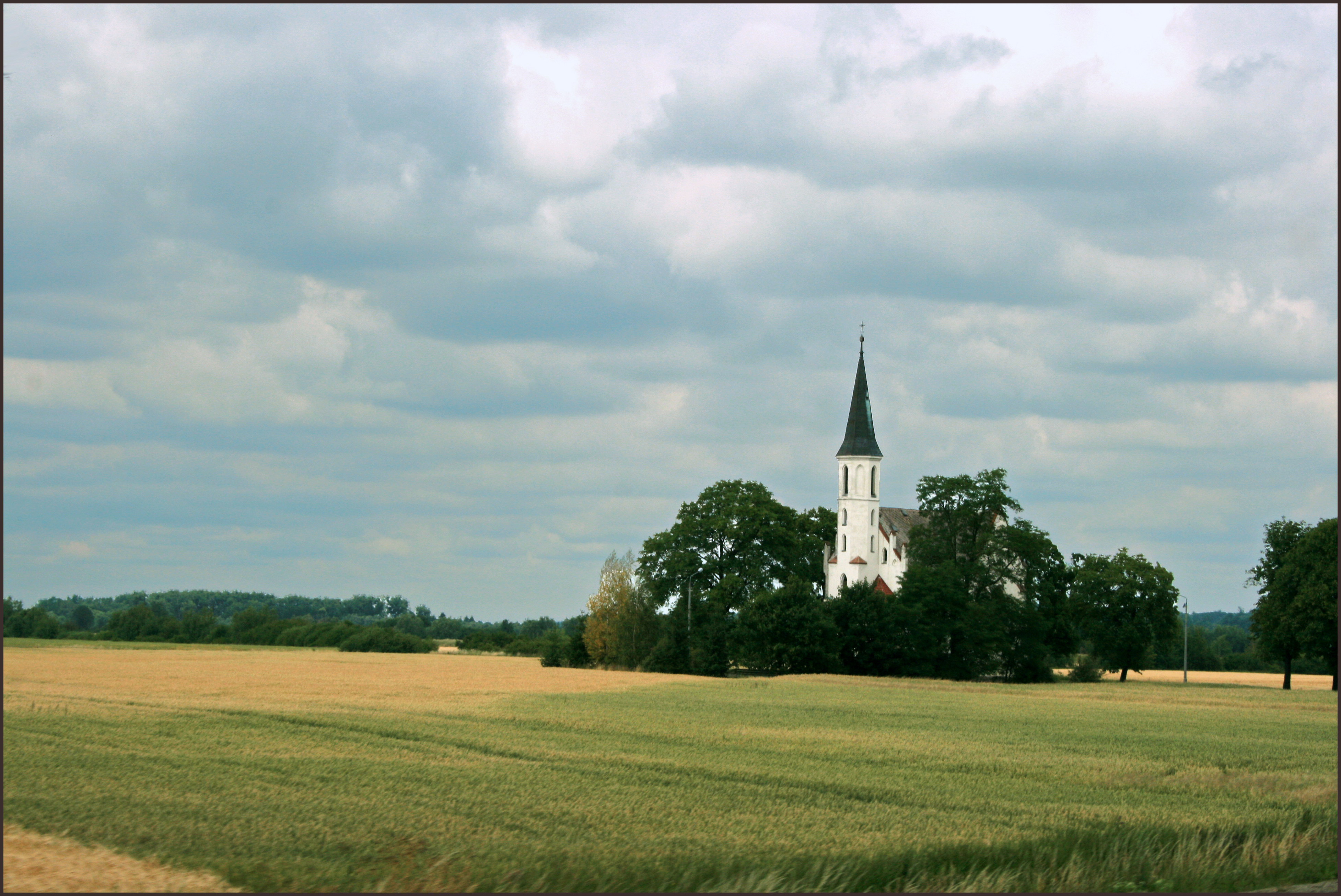
Kreuzkirche

In dem Werk Liber fundationis episcopatus Vratislaviensis aus den Jahren 1295–1305 wird der Ort erstmals als Henrici villa erwähnt. 1369 erfolgte eine Erwähnung als Heinrichsdorf.
Nach dem Ersten Schlesischen Krieg 1742 fiel Hennersdorf mit dem größten Teil Schlesiens an Preußen.
Nach der Neuorganisation der Provinz Schlesien gehörte die Landgemeinde Hennersdorf ab 1816 zum Landkreis Grottkau im Regierungsbezirk Oppeln. 1845 bestanden im Dorf eine katholische Pfarrkirche, eine Feldkirche, eine katholische Schule, eine Scholtisei, ein Schloss, ein Vorwerk sowie 170 weitere Häuser. Im gleichen Jahr lebten in Hennersdorf 1101 Menschen, davon vier evangelisch. 1855 lebten 1182 Menschen in Hennersdorf. 1865 bestanden im Ort eine Scholtisei, 29 Bauer-, 82 Gärtner- und 36 Häuslerstellen. Die zweiklassige katholische Schule wurde im gleichen Jahr von 252 Schülern besucht. 1874 wurde der Amtsbezirk Hennersdorf gegründet, welcher aus den Landgemeinden Geltendorf und Hennersdorf und den Gutsbezirken Hennersdorf-Leipelt und Hennersdorf-Riedel bestand. Erster Amtsvorsteher war der Rittergutsbesitzer und Leutnant Leipelt in Hennersdorf. 1885 zählte Hennersdorf 1214 Einwohner.
1933 lebten in Hennersdorf 1207 sowie 1939 1187 Menschen. Bis Kriegsende 1945 gehörte der Ort zum Landkreis Grottkau.
Als Folge des Zweiten Weltkriegs fiel Hennersdorf 1945 wie der größte Teil Schlesiens unter polnische Verwaltung. Nachfolgend wurde es zunächst in Kurzejów umbenannt und der Woiwodschaft Schlesien angeschlossen. Die deutsche Bevölkerung wurde weitgehend vertrieben. 1947 wurde der Ortsname in Sidzina geändert. 1950 wurde es der Woiwodschaft Oppeln eingegliedert. 1999 kam der Ort zum wiedergegründeten Powiat Nyski. 2011 lebten 1084 Menschen im Ort.

## Sehenswürdigkeiten
- Die römisch-katholische Kirche St. Peter und Paul (poln. Kościół św. Piotra i Pawła) bestand bereits seit im 14. Jahrhundert. 1651 entstand ein steinerner Bau, welcher 1824 erweitert wurde. Umgeben ist die Kirche von einer steinernen Mauer aus dem 17. Jahrhundert. Das Kirchengebäude wurde 1966 unter Denkmalschutz gestellt.[9]
- An der Landesstraße in östlicher Richtung liegt die Wallfahrtskirche zum heiligen Kreuz (poln. Kościół Znalezienia Krzyża Świętego i Matki Boskiej Częstochowskiej), welche 1873 erbaut wurde.[10]
- Nepomukstatue
- Steinerne Wegekapelle
- Hölzernes Wegekreuz

## Vereine
- Freiwillige Feuerwehr OPS Sidzina
- Fußballverein LZS Góral Sidzina

## Söhne und Töchter des Ortes
- August Hillebrand (1888–1953), deutscher Landwirt und Politiker